# FastAPI
FastAPI és un marc web d'alt rendiment per crear API de servei basades en HTTP a Python 3.8+. Utilitza Pydantic i indicacions de tipus per validar, serialitzar i deserialitzar dades. FastAPI també genera automàticament documentació OpenAPI per a les API creades amb ell. Va ser llançat per primera vegada el 2018.

## Components

### Pidantic
Pydantic és una biblioteca de validació de dades per a Python. Mentre escriu codi en un IDE, Pydantic proporciona consells de tipus per a la validació i la serialització d'esquemes mitjançant anotacions de tipus.

### Starlette
Starlette és un marc/kit d'eines ASGI lleuger, per donar suport a la funcionalitat asíncrona a Python.

### Uvicorn
Uvicorn és un servidor web/aplicacions de baix nivell mínim per a marcs asíncrons, seguint l'especificació ASGI. Tècnicament, implementa un model multiprocés amb un procés principal, que s'encarrega de gestionar un conjunt de processos de treball i distribuir-los les sol·licituds HTTP entrants. El nombre de processos de treball està preconfigurat, però també es pot ajustar cap amunt o cap avall en temps d'execució.

### Integració OpenAPI
FastAPI genera automàticament documentació OpenAPI per a les vostres API. Aquesta documentació inclou tant Swagger UI com ReDoc, que proporcionen documentació interactiva de l'API que podeu utilitzar per explorar i provar els vostres punts finals en temps real. Això és especialment útil per desenvolupar, provar i compartir API amb altres desenvolupadors o usuaris.

## Exemple
El codi següent mostra una aplicació web senzilla que mostra "Hola món!" quan es visita:
```
from
 
fastapi
 
import
 
FastAPI

app
 
=
 
FastAPI
()

@app
.
get
(
"/"
)

async
 
def
 
read_root
():

    
return
 
"Hola món!"

```